# Ciau Masino
Ciau Masino è un ciclo di racconti e poesie dello scrittore italiano Cesare Pavese scritto tra il settembre del 1931 e il febbraio del 1932 che, rimasto per lungo tempo inedito, venne pubblicato per la prima volta nel 1968 da Einaudi nel volume dei "Racconti".
L'opera si articola in brevi racconti divisi, due alla volta, da una poesia che serve ad intercalare e a dare la scansione del racconto. I protagonisti delle parti narrate sono il giovane giornalista Masino e l'operaio Masin.

## Trama
Masino, che frequenta Torino assiduamente, conosce uno strano tipo di musicista al bar ("Il Blues delle Cicche"), fa una gita in barca con alcuni amici sul fiume Po ("L'acqua del Po"), va spesso al cinematografo e ha modo di conoscere e frequentare i luoghi periferici della città e ad assistere alle retate fatte dalla polizia ("Arcadia"), conosce una donna e intreccia una avventura sentimentale ("Masino padre"), con l'amico Hoffmann, che gli parla delle esperienze della vita, va in collina ("Hoffman") e fa un'altra gita sul Po, ma l'amico cade in acqua ed egli si spaventa perché lo crede morto ("Religiosamente"), parte poi per l'America e a questo punto hanno termine le sue esperienze giovanili ("Mare").
Masin, invece, che è stato appena congedato, subisce subito delle esperienze negative: trova lavoro in uno studio ma si trova male, diventa poi collaudatore di automobili e investe un uomo ubriaco uccidendolo ("Congedato"), decide quindi di abbandonare Torino e si reca a Santo Stefano Belbo ("La Langa"), trascorre il tempo girovagando per le colline e diventa servitore di una famiglia benestante ("La zoppa"), ritorna in seguito a Torino dove conosce una ballerina della quale si innamora ("Ospedale"), la sposa ma lei lo tradisce ("I cantastorie"), fa ritorno nelle Langhe ("Masin della chitarra") dove viene arrestato e messo in carcere per aver ucciso la moglie ("Carogne").

## Analisi dell'opera
In Ciau Masino sono presenti numerosi richiami autobiografici, come la presenza di Santo Stefano Belbo, delle Langhe, del Po, delle colline di Torino e del mito americano e appaiono, in forma ancora provvisoria, tutti quei temi che verranno approfonditi nella successiva produzione. I protagonisti, Masino nella figura dell'intellettuale e Masin, l'operaio incapace di mettere radici in uno specifico ambiente sociale, rappresentano i due aspetti della personalità di Pavese: il piacere dell'evasione e la tendenza a chiudersi in se stesso.
L'opera può considerarsi sperimentale non solo per la sua struttura particolare di alternanza tra narrativa e poesia ma anche per l'utilizzo del dialetto. Pavese infatti tenta in questa sua prima opera giovanile di riprodurre la parlata dei personaggi senza però intaccare il linguaggio della narrazione ma applicandolo solamente nelle parti dialogate.

## Edizioni
- Cesare Pavese, Ciau Masino, collana I coralli, Einaudi, 1969.